# Krakowska szkoła krytyki
Krakowska szkoła krytyki – seminarium literackie prowadzone przez profesora Kazimierza Wykę na Wydziale Polonistyki Uniwersytetu Jagiellońskiego w latach 50. XX wieku.
Seminarium antycypowało tzw. światopogląd naukowy wywodzący się z dominującej w owym czasie tzw. marksistowskiej teorii literatury. Jednak Wyka ustrzegł swoich uczniów przed doktrynerstwem i uproszczeniami nowej metody. Skupiono się na kampanii przeciwko „idealizmowi”, „formalizmowi” i „psychologizmowi” w badaniach literackich i w krytyce, w których po okresie młodopolskim mnóstwo było mętniactwa ukrywanego pod ozdobami napuszonego stylu.
Wyka i jego uczniowie, korzystając z inspiracji marksistowskich w badaniach literackich, skłaniali się raczej ku ujęciom historycznym niż formalnym, bardziej ku socjologizmowi niż psychologizmowi. Charakterystyczną dla metody Kazimierza Wyki była postawa synkretyczna.
Czołowymi przedstawicielami krakowskiej szkoły krytyki byli Jan Błoński, Ludwik Flaszen, Andrzej Kijowski, Konstanty Puzyna.